# Araneus pahalgaonensis
Araneus pahalgaonensis là một loài nhện trong họ Araneidae.
Loài này thuộc chi Araneus. Araneus pahalgaonensis được miêu tả năm 1981 bởi Benoy Krishna Tikader & Bal.